# Viviennea tegulata
Viviennea tegulata là một loài bướm đêm thuộc phân họ Arctiinae, họ Erebidae.